# 何芷舠
何维键（1835年—1908年），字汝持，号芷舠，安徽省安慶府望江縣人，清朝政治人物。历任户部郎中、湖北武昌盐法道、湖北督粮道、湖北按察使，官至湖北汉黄德道兼江汉关监督。受封正一品，诰授资政大夫，晋升光禄大夫。

## 生平
何维键生于清道光十五年（1835年）。咸丰三年（1853年），响应“筹饷例”报捐郎中。
咸豐五年（1855年），由顺天府乡试取“誊录”，先任戶部郎中，后调湖北补用道。同治五年（1866年）在曾国荃军中主军需局。同治六年（1867年）至同治十二年（1873年）间，两署湖北武昌盐法道。同治十三年（1874年）三月任湖北督粮道。光緒元年（1875年）署湖北按察使。光緒二年（1876年）返湖北督粮道不久于十二月任湖北汉黄德道兼江汉关監督。
光緒八年（1882年）获准放官回乡侍奉老母。光緒九年（1883年）卸任归至扬州，建造了独具特色的私家园林“寄啸山庄”，俗称“何园”。

光緒二十四年（1898年）资助侄子孙多森、孙多鑫兄弟二人，在上海开办了中国第一家机器面粉厂——阜丰面粉厂。光緒二十七年（1901年）携全家至上海，投资公司，创办教育，是近代民族资本主义工商业的杰出代表。光緒三十四年（1908年）病逝于上海，葬在法华乡（今上海市徐汇区法华镇路一带）。

## 家庭
父亲何俊，进士出身，官至江苏布政使。
长子何聲灝，进士出身，官至户部山东司主事。次子何声焕。侄儿孙多森，民国时期实业家。
孙子何世桢、何世枚二人同为美国密歇根大学法学博士。另一个孙子何世杰，为美国康奈尔大学博士。
曾孙何祚庥（何世杰之子）为中国科学院院士。